# Amo de casa (serie de televisión argentina)
Amo de casa es una comedia de situación argentina emitida durante el año 2006. Dirigida por Oscar Maresca. Protagonizada por Carlos Calvo y Andrea Bonelli. Coprotagonizada por Esteban Prol, Violeta Urtizberea, Franco Rau y Eugenia Suárez. También, contó con las actuaciones especiales de Mauricio Dayub, Luciana Salazar, Verónica Llinás y los primeros actores Betiana Blum, Germán Kraus y Beatriz Bonnet. Se emitía de lunes a viernes a las 20:00 por Canal 9.

## Sinopsis
Alberto es un broker que trabaja en la bolsa de Buenos Aires. A causa del estrés, Alberto sufre un problema de corazón y se le recomienda reposo absoluto, por lo que ha de dejar su trabajo y quedarse en casa con sus hijos. Mientras tanto, su mujer Mariana encuentra empleo en una empresa asentada en Puerto Madero cuyo titular es un exnovio de juventud.

## Elenco
Elenco protagónico
- Carlos Calvo - Alberto "Beto" Zanetti
- Andrea Bonelli - Mariana Goyeneche de Zanetti
- Betiana Blum - Patita
- Germán Kraus - Roque
- Beatriz Bonnet - Carmencita
- Esteban Prol - Ernesto Goyeneche
- Mauricio Dayub - Hugo Castro
- Luciana Salazar - Luciana Baltazar
- Violeta Urtizberea - Violeta
- Verónica Llinás - Silvina
- Eugenia Suárez - Catalina Zanetti
- Franco Rau - Matías Zanetti
- Micol Estévez - Micol
- Camila Salazar - Laura
- Juan Diego West
- Santiago Stieben
- Gimena Nobile - Gimena
- Guido Massri
- Diego Child
- Gabriela Groppa

Actuaciones especiales
- Mónica Gonzaga - Flavia
- Silvia Pérez - Matilde Robles Anchorena
- Magalí Moro - Maestra de Matías
- Ginette Reynal - Lelé
- Guillermo Novellis - Ariel Manson
- Roberto Piazza

## Versiones
| Año  | País     | Cadena  | Nombre                                |
| ---- | -------- | ------- | ------------------------------------- |
| 2004 | Japón    | Fuji TV | アットホーム・ダッド (Attohōmu daddo) |
| 2013 | Colombia | RCN     | Amo de casa                           |

## Sucesión de tiras diarias deUnderground Contenidos
| Predecesor: — | Amo de casa 2006 | Sucesor: Gladiadores de Pompeya |

- Datos: Q1973565